# مصطفى رياض
مصطفى رياض هو لاعب كرة قدم مصري سابق، لعب لنادي الترسانة. فاز رياض بلقب هدّاف الدوري المصري الممتاز مرتين، وذلك في موسمي (1961–62 و1963–64). ونجح مع زميله بالفريق حسن الشاذلي بتحقيق لقب هداف الدوري بالتبادل خمسة مواسم متتالية، وهو ما لم يستطع تحقيقه أي فريق آخر وهو أحد أعضاء قائمة نادي المائة في الدوري المصري في المركز الرابع برصيد (122 هدف).

## روابط خارجية
- مصطفى رياض على موقع الاتحاد الدولي (مؤرشف)  (الإنجليزية)
- مصطفى رياض على موقع أوليمبيديا (الإنجليزية)